# Monticello Regional Airport

i7
i11
i13
Der Monticello Regional Airport (IATA-Code: MXO, ICAO-Code: KMXO)  ist der Flughafen der Stadt Monticello im Jones County im Osten des US-amerikanischen Bundesstaates Iowa. Er liegt 2,8 km südöstlich des Zentrums der Stadt. Der Flughafen befindet sich in Besitz der Stadt Monticello und wird für die Allgemeine Luftfahrt der Region genutzt. 

## Lage
Der Monticello Regional Airport liegt etwa 55 westlich des Mississippi, der die Grenze zu Illinois und Wisconsin bildet. Unmittelbar nordwestlich des Flughafens kreuzen der zum Freeway ausgebaute U.S. Highway 151 und der Iowa Highway 38.

## Ausstattung
Der Monticello Regional Airport hat eine Gesamtfläche von rund 120 Hektar. Er verfügt über eine 1341 m lange Landebahn mit Betonbelag und eine 706 m lange Rasenbahn. Der Flughafen ist täglich von 7:30 Uhr bis 18:30 Uhr geöffnet.

## Flugzeuge
Auf dem Flughafen sind insgesamt 28 Flugzeuge stationiert. Davon sind 22 einmotorige und 44 mehrmotorige Propellermaschinen sowie zwei Ultraleichtflugzeuge. Es gibt täglich 30 Flugbewegungen.